# Club Calcio Catania 1959-1960
Questa pagina raccoglie le informazioni riguardanti ilClub Calcio Catania nelle competizioni ufficiali della stagione 1959-1960.

## Stagione
Nella stagione 1959-1960, dopo aver salvato squadra e società, il commissario Ignazio Marcoccio continua il suo progetto mantenendo alla guida della squadra Carmelo Di Bella, la cui conferma viene caldeggiata dal dott. Umberto Marcoccio, medico sociale, fratello e consigliere del commissario, per aver condiviso con lui da calciatore le avventure rossazzurre pre-belliche. Se l'esito felice della campagna acquisti è di buon auspicio per la nuova stagione cadetta, il prologo della Coppa Italia è un fallimento. Al primo turno c'è il Palermo da affrontare alla "Favorita", la partita si chiude sullo (0-0), la rete rosanero di Perli allo scadere del primo extra-time rompe l'equilibrio, la gara si innervosisce e a due minuti dal termine scoppia una rissa in campo, si torna a casa con il (2-0) a tavolino ed una bella multa. Nel campionato vi è una favorita d'obbligo il Torino, i catanesi partono bene e recitano un ruolo di rilievo per tutto il torneo, ottenendo il terzo posto con 47 punti, varcando per la seconda volta la dorata soglia della Serie A. Il 7 giugno 1960, al rientro dall'ultima trasferta a Brescia, catania torna a festeggiare nelle piazze il ritorno nella massima serie. Il Catania con il terzo posto in classifica a 47 punti ottiene la promozione in Serie A, primo il Torino con 51 punti, secondo il Lecco con 50 punti.

## Rosa
| N. |                   | Ruolo | Calciatore          |
| -- | ----------------- | ----- | ------------------- |
|    | Italia (bandiera) | A     | Alvaro Biagini      |
|    | Italia (bandiera) | D     | Benito Boldi        |
|    | Italia (bandiera) | D     | Luciano Boldi (III) |
|    | Italia (bandiera) | C     | Emilio Bonci        |
|    | Italia (bandiera) | A     | Sebastiano Buzzin   |
|    | Italia (bandiera) | C     | Ferruccio Caceffo   |
|    | Italia (bandiera) | A     | Manlio Compagno     |
|    | Italia (bandiera) | D     | Mario Corti         |
|    | Italia (bandiera) | C     | Amilcare Ferretti   |
|    | Italia (bandiera) | A     | Oreste Francia      |

| N. |                   | Ruolo | Calciatore           |
| -- | ----------------- | ----- | -------------------- |
|    | Italia (bandiera) | P     | Giuseppe Gaspari     |
|    | Italia (bandiera) | C     | Elio Grani           |
|    | Italia (bandiera) | A     | Guido Macor          |
|    | Italia (bandiera) | D     | Giorgio Michelotti   |
|    | Italia (bandiera) | A     | Remo Morelli         |
|    | Italia (bandiera) | D     | Bruno Pizzul         |
|    | Italia (bandiera) | C     | Adelmo Prenna        |
|    | Italia (bandiera) | D     | Tommaso Salmeri      |
|    | Italia (bandiera) | P     | Antonio Seveso       |
|    | Italia (bandiera) | A     | Giovanni Veglianetti |

## Risultati

### Serie B

#### Girone di andata
| Venezia 15 ottobre 1959 1ª giornata | Venezia          | 0 – 0 | Catania | Stadio Pierluigi Penzo\| Arbitro: \| Sbardella (Roma) \| |
| Arbitro:                            | Sbardella (Roma) |       |         |                                                          |

| Arbitro: | Gay (Asti) |

|                           |           |                     |
| Magistrelli 31’ Szoke 55’ | Marcatori | 2’ Buzzin 28’ Macor |

| Arbitro: | Ascari (Carpi) |

|                        |           |                        |
| Buzzin 19’ Morelli 26’ | Marcatori | 46’ Gotti 48’ Bonacchi |

| Arbitro: | Stanzione (Salerno) |

|                              |           |  |
| Ferretti 56’ Biagini 71’ 87’ | Marcatori |  |

| Arbitro: | Politano (Cuneo) |

|  |           |           |
|  | Marcatori | 59’ Macor |

| Arbitro: | Orlandini (Roma) |

|            |           |  |
| Florio 58’ | Marcatori |  |

| Arbitro: | Lo Bello (Siracusa) |

|                      |           |  |
| Biagini 3’ Macor 43’ | Marcatori |  |

| Arbitro: | Adami (Roma) |

|                          |           |                            |
| Macor 12’ 25’ 65’ (rig.) | Marcatori | 34’ Tribuzio 64’ Pistacchi |

| Arbitro: | Francescon (Padova) |

|                  |           |            |
| Carminati II 86’ | Marcatori | 29’ Buzzin |

| Arbitro: | Angonese (Mestre) |

|               |           |            |
| Governato 70’ | Marcatori | 84’ Buzzin |

| Arbitro: | Di Tonno (Lecce) |

|                                              |           |  |
| Prenna 8’ Ferretti 53’ Morelli 58’ Grani 89’ | Marcatori |  |

| Arbitro: | Babini (Ravenna) |

|              |           |  |
| Ferretti 88’ | Marcatori |  |

| Modena 15 settembre 1996 13ª giornata | Modena         | 0 – 0 | Catania | Stadio Alberto Braglia\| Arbitro: \| Cariani (Roma) \| |
| Arbitro:                              | Cariani (Roma) |       |         |                                                        |

| Arbitro: | Grignani (Milano) |

|              |           |            |
| Salomoni 59’ | Marcatori | 50’ Buzzin |

| Arbitro: | Gambarotta (Genova) |

|                          |           |  |
| Biagini 10’ Compagno 78’ | Marcatori |  |

| Arbitro: | Angonese (Mestre) |

|                           |           |             |
| Cella 14’ 34’ Renosto 44’ | Marcatori | 72’ Caceffo |

| Catania 16 novembre 1986 17ª giornata | Catania            | 0 – 0 | Torino | Stadio Cibali\| Arbitro: \| Campanati (Milano) \| |
| Arbitro:                              | Campanati (Milano) |       |        |                                                   |

| Arbitro: | Angelini (Firenze) |

|                                                 |           |            |
| Rumignani 5’ Sacchiero 67’ (rig.) Rumignani 90’ | Marcatori | 34’ Buzzin |

| Arbitro: | Di Tonno (Lecce) |

|                              |           |  |
| Buzzin 28’ Prenna 40’ (rig.) | Marcatori |  |

#### Girone di ritorno
| Arbitro: | Jonni (Macerata) |

|                                                   |           |                |
| Compagno 2’ Veglianetti 7’ Prenna 54’ Morelli 65’ | Marcatori | 37’ Maschietto |

| Arbitro: | Roversi (Bologna) |

|            |           |                 |
| Buzzin 27’ | Marcatori | 63’ Magistrelli |

| Arbitro: | Gambarotta (Genova) |

|                              |           |                |
| Boldi 20’ (aut.) Savioni 46’ | Marcatori | 62’ 67’ Prenna |

| Mantova 28 febbraio 1960 23ª giornata | Ozo Mantova      | 0 – 0 | Catania | Stadio Danilo Martelli\| Arbitro: \| Babini (Ravenna) \| |
| Arbitro:                              | Babini (Ravenna) |       |         |                                                          |

| Catania 6 marzo 1960 24ª giornata | Catania            | 0 – 0 | Cagliari | Stadio Cibali\| Arbitro: \| Sebastio (Taranto) \| |
| Arbitro:                          | Sebastio (Taranto) |       |          |                                                   |

| Arbitro: | Borasio (Alessandria) |

|             |           |  |
| Biagini 66’ | Marcatori |  |

| Messina 20 marzo 1960 26ª giornata | Messina          | 0 – 0 | Catania | Stadio Giovanni Celeste\| Arbitro: \| Rebuffo (Milano) \| |
| Arbitro:                           | Rebuffo (Milano) |       |         |                                                           |

| Arbitro: | Leita (Udine) |

|           |           |            |
| Pinti 60’ | Marcatori | 7’ Morelli |

| Arbitro: | Rastrelli (Firenze) |

|             |           |                |
| Biagini 66’ | Marcatori | 16’ Mattavelli |

| Arbitro: | Gazzano (Genova) |

|                        |           |                 |
| Compagno 56’ Macor 61’ | Marcatori | 54’ Stefanini I |

| Arbitro: | Rebuffo (Milano) |

|                                   |           |            |
| Bagnoli 5’ Maioli 25’ Tinazzi 38’ | Marcatori | 66’ Prenna |

| Arbitro: | Roversi (Bologna) |

|            |           |             |
| Scappi 50’ | Marcatori | 88’ Biagini |

| Arbitro: | Angonese (Mestre) |

|           |           |             |
| Prenna 7’ | Marcatori | 13’ Storchi |

| Arbitro: | Di Tonno (Lecce) |

|                          |           |                          |
| Caceffo 52’ Compagno 59’ | Marcatori | 38’ Smersy 40’ Calzolari |

| Arbitro: | Jonni (Macerata) |

|                            |           |                                    |
| Ferrarese 13’ Biagioli 59’ | Marcatori | 17’ Biagini 53’ Prenna 75’ Biagini |

| Arbitro: | Gambarotta (Genova) |

|                                |           |             |
| Prenna 1’ (rig.) Macor 46’ 74’ | Marcatori | 18’ Mentani |

| Arbitro: | Campanati (Milano) |

|             |           |             |
| Virgili 33’ | Marcatori | 25’ Caceffo |

| Arbitro: | Butti (Como) |

|                                 |           |  |
| Prenna 56’ Sacchiero 59’ (aut.) | Marcatori |  |

| Arbitro: | Bonetto (Torino) |

|                                             |           |                         |
| Favini 47’ Marchetto 53’ Bersellini 62’ 71’ | Marcatori | 73’ Prenna 80’ Ferretti |

### Coppa Italia
| Arbitro: | De Robbio (Torre Annunziata) |

|            |           |  |
| Perli 105’ | Marcatori |  |

## Statistiche

### Statistiche di squadra
| Competizione | Punti | In casa | In casa | In casa | In casa | In casa | In casa | In trasferta | In trasferta | In trasferta | In trasferta | In trasferta | In trasferta | Totale | Totale | Totale | Totale | Totale | Totale | DR  |
| Competizione | Punti | G       | V       | N       | P       | Gf      | Gs      | G            | V            | N            | P            | Gf           | Gs           | G      | V      | N      | P      | Gf     | Gs     | DR  |
| ------------ | ----- | ------- | ------- | ------- | ------- | ------- | ------- | ------------ | ------------ | ------------ | ------------ | ------------ | ------------ | ------ | ------ | ------ | ------ | ------ | ------ | --- |
| Serie B      | 47    | 19      | 12      | 7       | 0       | 36      | 12      | 19           | 2            | 12           | 5            | 19           | 26           | 38     | 14     | 19     | 5      | 55     | 38     | +17 |
| Coppa Italia |       | -       | -       | -       | -       | -       | -       | 1            | 0            | 0            | 1            | 0            | 2            | 1      | 0      | 0      | 1      | 0      | 2      | -2  |
| Totale       |       | 19      | 12      | 7       | 0       | 36      | 12      | 20           | 2            | 12           | 6            | 19           | 28           | 39     | 14     | 19     | 6      | 55     | 40     | +15 |

### Statistiche dei giocatori
| Giocatore      | Serie B  | Serie B | Coppa Italia | Coppa Italia | Totale   | Totale |
| Giocatore      | Presenze | Reti    | Presenze     | Reti         | Presenze | Reti   |
| -------------- | -------- | ------- | ------------ | ------------ | -------- | ------ |
| A. Biagini     | 33       | 9       | -            | -            | 33       | 9      |
| B. Boldi       | 25       | 0       | 1            | 0            | 26       | 0      |
| L. Boldi       | 2        | 0       | -            | -            | 2        | 0      |
| E. Bonci       | 19       | 0       | 1            | 0            | 20       | 0      |
| S. Buzzin      | 33       | 9       | 1            | 0            | 34       | 9      |
| F. Caceffo     | 7        | 3       | -            | -            | 7        | 3      |
| M. Compagno    | 24       | 4       | -            | -            | 24       | 4      |
| M. Corti       | 34       | 0       | 1            | 0            | 35       | 0      |
| A. Ferretti    | 35       | 4       | 1            | 0            | 36       | 4      |
| O. Francia     | 3        | 0       | -            | -            | 3        | 0      |
| G. Gaspari     | 37       | -36     | -            | -            | 37       | -36    |
| E. Grani       | 33       | 1       | 1            | 0            | 34       | 1      |
| G. Macor       | 26       | 11      | 1            | 0            | 27       | 11     |
| G. Michelotti  | 37       | 0       | 1            | 0            | 38       | 0      |
| R. Morelli     | 32       | 4       | 1            | 0            | 33       | 4      |
| A. Prenna      | 33       | 8       | 1            | 0            | 34       | 8      |
| T. Salmeri     | 1        | 0       | -            | -            | 1        | 0      |
| A. Seveso      | 1        | -2      | 1            | -2           | 2        | -4     |
| G. Veglianetti | 3        | 1       | -            | -            | 3        | 1      |